# Вирђилио
Вирђилио (итал. Virgilio) је насеље у Италији у округу Мантова, региону Ломбардија.
Према процени из 2011. у насељу је живело 7368 становника. Насеље се налази на надморској висини од 24 м.

## Становништво
| 1936. | 1951. | 1961. | 1971. | 1981. | 1991. | 2001.  | 2011.  |
| ----- | ----- | ----- | ----- | ----- | ----- | ------ | ------ |
| 4.565 | 4.804 | 4.897 | 6.457 | 7.574 | 9.307 | 10.023 | 10.913 |